# 김진길 (1959년)
김진길( 金振吉 (진전지), 1959년 2월 ~ )은 중화인민공화국의 정치인으로, 조선족 출신이다.

## 생애 및 경력
지린 대학 세계경제전공학과를 졸업하였으며, 1979년 8월 사회 활동을 시작한 뒤 같은 해 11월 중국 공산당에 가입하였다. 공산주의청년단 지린성 서기 및 청년연합회 주석을 지냈으며, 옌볜 조선족 자치주의 부서기 및 주장을 맡았고, 2007년 3월 지린 성 부성장이 되었다.
그는 중국 공산당 제 17기 중앙후보위원에 선출되었으며, 제 10차 전국인민대표대회에 대표로 참여하였다.
그는 옌볜 조선족 자치주의 주장 시절, 옌지 시, 룽징 시, 투먼 시를 통합한 '대옌지경제권'의 건설을 추진하기도 하였다.